# The Moment of Silence
The Moment of Silence (рус. Минута молчания) — квест в жанре детективного триллера, созданный в 2004 году немецкой студией по разработке игр House of Tales. Дизайнеры игры — Мартин Гантефёр (нем. Martin Ganteföhr) и Тобиас Шахте (нем. Tobias Schachte).
В России игра вышла 31 мая 2005 в официальной локализации от «Акеллы» под названием «Момент истины».

## Геймплей
The Moment of Silence представляет собой классический point-and-click квест. Персонажу необходимо взаимодействовать с предметами и перемещаться по локациям согласно сюжету. При наведении мыши понятно, какие объекты являются интерактивными. Протагонист имеет традиционный для квестов инвентарь, куда можно складывать предметы. Допускается создавать новые предметы из имеющихся в инвентаре. Большая роль в геймплее отводится разговорам с NPC.

## Сюжет
Действие игры происходит в 2044 году в центральной части Нью-Йорка, в мире, который несёт на себе отпечаток антиутопических идей Оруэлла. Главный герой — работник рекламного агентства по имени Питер Райт, который находится в депрессии и часто выпивает после того, как его близкие (жена и ребёнок) погибли в результате террористического акта. Однажды ночью, выпивая в одиночестве, он слышит какой-то шум на лестничной площадке. Посмотрев в глазок двери, Питер видит как отряд спецназа вышибает дверь соседней квартиры и грубо вытаскивает оттуда мужчину средних лет. Вскоре Питер узнаёт, что этот человек был журналистом, и что его звали Грэхам Освальд.
Жена Грэхама просит Питера попытаться разведать, что случилось с её мужем. Питер соглашается и после многочисленных встреч и событий узнаёт, что Освальд входил в мятежную организацию, которая посвятила свои силы тому, чтобы разоблачить глобальный заговор правительства, направленный на сокрытие истины от людей. В заброшенной станции подземки Питер находит Освальда — тот находится при смерти после мучительного и тяжёлого побега из тюрьмы на Острове Свободы. Перед смертью Освальд говорит Питеру, что тот должен отправиться на Аляску и завершить миссию, которую не удалось выполнить ему.
Прибыв на Аляску, главный герой обнаруживает, что правительство контролируется антиутопическим сверх-компьютером, чья единственная цель — удержать мир в рамках порядка и покоя любой ценой, даже ценой скрытого террора, множества человеческих жизней и подавления свободы слова.

## Отзывы
| Сводный рейтинг | Сводный рейтинг |
| Агрегатор       | Оценка          |
| --------------- | --------------- |
| GameRankings    | 70,73 %         |

- Общая оценка The Moment of Silence от агрегатора Metacritic, сделанная на основании 36 различных рецензий, составляет 70 из 100[3]. Общая оценка агрегатора GameRankings 70,73 % (на основании 42 рецензий)[2]. Общая оценка от игрового сайта MobyGames — 77 из 100[4].

## Издания
Игра распространялась по миру различными издательскими компаниями. Существует восемь языковых версий — немецкая (оригинальная версия, 2004), английская (2004), французская (2004), итальянская (2004), испанская (2004), чешская (2005), русская (2005) и польская (2005).
В Германии игра была издана компанией DTP, в Ноябре 2004, и была примечательна тем, что имела обширный штат актёров, которые озвучили роли персонажей на немецком языке. В Великобритании выпуском игры занималась компания Digital Jesters — компания выпустила Moment of Silence до своего распада в начале 2006. Остаётся неясным, продаётся ли игра в Великобритании сейчас. В Северной Америке права на издание игры выиграла компания The Adventure Company, что она и начала делать в 2005 году.
Наиболее спорный момент в европейских версиях игры заключался в использовании технологии защиты от копирования «StarForce», которая скрытно записывала себя на компьютер пользователя, установившего игру. Эта технология иногда вызывала «падение» системы, или переставала отвечать, даже если на компьютере вовсе не было «пиратских» продуктов. Русская версия игры также использовала технологию «Starforce». Версия игры, предназначенная для Северной Америки, данную технологию не использовала.